# ГЕС Sèěrgǔ
ГЕС Sèěrgǔ (色尔古水电站) — гідроелектростанція у центральній частині Китаю в провінції Сичуань. Знаходячись між ГЕС Маоергай (вище по течії) та ГЕС Liǔpíng, входить до складу каскаду на річці Хейшуй, правій притоці Міньцзян, котра в свою чергу є лівою притокою Дзинші (верхня течія Янцзи).
В межах проекту річку перекрили бетонною греблею висотою 35 метрів, яка утримує водосховище з об'ємом 4,4 млн м3 та припустимим коливання рівня поверхні у операційному режимі між позначками 1871 та1873 метра НРМ. Зі сховища ресурс транспортується до машинного залу через дериваційний тунель довжиною 10,2 км.
Основне обладнання станції становлять три турбіни типу Френсіс потужністю по 50 МВт, які забезпечують виробництво 658 млн кВт-год електроенергії на рік.
Видача продукції відбувається по ЛЕП, розрахованим на роботу під напругою 220 кВ.